# Barra do Bugres
Barra do Bugres is een gemeente in de Braziliaanse deelstaat Mato Grosso. De gemeente telt 34.349 inwoners (schatting 2009).